# Aeroportul Castellón–Costa Azahar
Aeroportul Castellón-Costa Azahar (IATA: CDT, ICAO: LECH) este un aeroport din Vilanova d'Alcolea⁠(d), Plana Alta⁠(d), Castellón, Comunitatea Valenciană, Spania ce deservește zona Castellón de la Plana. A fost deschis în 10 decembrie 2014.
Situat la o altitudine de 350 m, aeroportul dispune de 1 pistă. Este operat de SNC-Lavalin⁠(d).

## Infrastructură

### Piste
Aeroportul dispune de o singură pistă. Pista 06/24 are suprafața de asfalt și dimensiunile 2.700 m × 45 m. 